# Rijksbeschermd gezicht Woudrichem
Gezicht Woudrichem is een van rijkswege beschermd stadsgezicht in Woudrichem in de Nederlandse provincie Noord-Brabant. De procedure voor aanwijzing werd gestart op 15 april 1971. Het gebied werd op 21 december 1972 definitief aangewezen. Het beschermd gezicht beslaat een oppervlakte van 71,8 hectare.
Panden die binnen een beschermd gezicht vallen krijgen niet automatisch de status van beschermd monument. Wel zou de gemeente het bestemmingsplan aanpassen om nieuwe ontwikkelingen in het gebied te reguleren. De gezichtsbescherming richt zich op de stedenbouwkundige en cultuurhistorische waardering van een gebied en wil het toekomstig functioneren daarvan veiligstellen.